# دیجیت‌آلب
دیجیت‌آلب (انگلیسی: DigitAlb) شرکت مخابرات آلبانیایی است، که در سال ۲۰۰۴ تأسیس شد.